# Olympische Sommerspiele 1996/Teilnehmer (Guyana)
| Gelbes Symbol für Goldmedaillen mit stilisierten Olympischen Ringen | Graues Symbol für Silbermedaillen mit stilisierten Olympischen Ringen | Braundes Symbol für Bronzemedaillen mit stilisierten Olympischen Ringen |
| ------------------------------------------------------------------- | --------------------------------------------------------------------- | ----------------------------------------------------------------------- |
| —                                                                   | —                                                                     | —                                                                       |

Guyana nahm bei den Olympischen Spielen 1996 in Atlanta mit sieben Athleten teil.

## Teilnehmer nach Sportart

### Boxen
- John Douglas
Männer, Halbschwergewicht: in der 1. Runde ausgeschieden

### Leichtathletik
- Andrew Harry, Roger Gill, Lancelot Gittens und Richard Jones
Männer, 4 × 400 m Staffel: in der 1. Runde ausgeschieden (disqualifiziert)
- Nicola Martial
Frauen, Dreisprung: 24. Platz (12,91 m)
- Paul Tucker
Männer, 110 m Hürden: in der 1. Runde ausgeschieden (14,65 s)